# Mistrovství světa superbiků 2022 – Most
Mistrovství světa superbiků – Most 2022 (oficiálně Prosecco DOC Czech Round)  byl šestým závodním víkendem sezony 2022 Mistrovství světa superbiků.

## Okruh
|               |               |
| Název         | Autodrom Most |
| Délka         | 4.219 km      |
| Počet zatáček | 21            |

## Časový harmonogram
| Datum        | Start | Aktivita        |
| ------------ | ----- | --------------- |
| 29. července | 10:30 | Volný trénink 1 |
| 29. července | 15:00 | Volný trénink 2 |
| 30. července | 9:00  | Volný trénink 3 |
| 30. července | 11:10 | Superpole       |
| 30. července | 14:00 | 1. závod        |
| 31. července | 9:00  | Warm-up         |
| 31. července | 11:00 | Superpole závod |
| 31. července | 14:00 | 2. závod        |

## Startovní listina
| #  | Jezdec                | Tým                              | Motocykl               |
| -- | --------------------- | -------------------------------- | ---------------------- |
| 1  | Toprak Razgatlıoğlu   | Pata Yamaha with Brixx WorldSBK  | Yamaha YZF-R1          |
| 2  | Roberto Tamburini     | Yamaha Motoxracing WorldSBK Team | Yamaha YZF-R1          |
| 3  | Kohta Nozane          | GYTR GRT Yamaha WorldSBK Team    | Yamaha YZF-R1          |
| 5  | Philipp Öttl          | Team GoEleven                    | Ducati Panigale V4 R   |
| 6  | Michal Prášek         | Roháč & Fejta Motoracing         | BMW M1000RR            |
| 7  | Iker Lecuona          | Team HRC                         | Honda CBR1000RR-R      |
| 10 | Peter Hickman         | BMW Motorrad WorldSBK Team       | BMW M1000RR            |
| 19 | Álvaro Bautista       | Aruba.it Racing – Ducati         | Ducati Panigale V4 R   |
| 21 | Michael Ruben Rinaldi | Aruba.it Racing – Ducati         | Ducati Panigale V4 R   |
| 22 | Alex Lowes            | Kawasaki Racing Team WorldSBK    | Kawasaki Ninja ZX-10RR |
| 23 | Christophe Ponsson    | Gil Motor Sport–Yamaha           | Yamaha YZF-R1          |
| 29 | Luca Bernardi         | Barni Spark Racing Team          | Ducati Panigale V4 R   |
| 31 | Garrett Gerloff       | GYTR GRT Yamaha WorldSBK Team    | Yamaha YZF-R1          |
| 35 | Hafizh Syahrin        | MIE Racing Honda Team            | Honda CBR1000RR-R      |
| 36 | Leonardo Mercado      | MIE Racing Honda Team            | Honda CBR1000RR-R      |
| 44 | Lucas Mahias          | Kawasaki Puccetti Racing         | Kawasaki Ninja ZX-10RR |
| 45 | Scott Redding         | BMW Motorrad WorldSBK Team       | BMW 1000RR             |
| 47 | Axel Bassani          | Motocorsa Racing                 | Ducati Panigale V4 R   |
| 50 | Eugene Laverty        | Bonovo Action BMW                | BMW 1000RR             |
| 52 | Oliver König          | Orelac Racing VerdNatura         | Kawasaki Ninja ZX-10RR |
| 55 | Andrea Locatelli      | Pata Yamaha with Brixx WorldSBK  | Yamaha YZF-R1          |
| 65 | Jonathan Rea          | Kawasaki Racing Team WorldSBK    | Kawasaki Ninja ZX-10RR |
| 76 | Loris Baz             | Bonovo Action BMW                | BMW 1000RR             |
| 77 | Ryan Vickers          | TPR Team Pedercini Racing        | Kawasaki Ninja ZX-10RR |
| 97 | Xavi Vierge           | Team HRC                         | Honda CBR1000RR-R      |

## Výsledky
| Pozice | Grid | Jezdec                | Ztráta             |
| ------ | ---- | --------------------- | ------------------ |
| 1      | 4    | Álvaro Bautista       | 34:00.965          |
| 2      | 2    | Toprak Razgatlıoğlu   | +2.109             |
| 3      | 7    | Scott Redding         | +2.603             |
| 4      | 1    | Jonathan Rea          | +2.718             |
| 5      | 9    | Axel Bassani          | +7.951             |
| 6      | 8    | Andrea Locatelli      | +9.105             |
| 7      | 3    | Michael Ruben Rinaldi | +12.181            |
| 8      | 12   | Iker Lecuona          | +12.435            |
| 9      | 5    | Alex Lowes            | +13.028            |
| 10     | 6    | Garrett Gerloff       | +13.119            |
| 11     | 11   | Loris Baz             | +17.379            |
| 12     | 10   | Lucas Mahias          | +26.631            |
| 13     | 16   | Philipp Öttl          | +27.364            |
| 14     | 14   | Luca Bernardi         | +31.278            |
| 15     | 13   | Xavi Vierge           | +37.260            |
| 16     | 19   | Oliver König          | +50.854            |
| 17     | 23   | Leonardo Mercado      | +51.431            |
| 18     | 15   | Kohta Nozane          | +53.058            |
| 19     | 20   | Eugene Laverty        | +58.942            |
| 20     | 18   | Christophe Ponsson    | +1:03.366          |
| 21     | 17   | Roberto Tamburini     | +1:03.407          |
| 22     | 21   | Peter Hickman         | +1:05.450          |
| 23     | 24   | Ryan Vickers          | +1:06.797          |
| DNF    | 22   | Hafizh Syahrin        | Technické problémy |
| DNF    | 25   | Michal Prášek         | Odstoupil          |

| Pozice | Grid | Jezdec                | Ztráta    |
| ------ | ---- | --------------------- | --------- |
| 1      | 2    | Toprak Razgatlıoğlu   | 15:21.996 |
| 2      | 1    | Jonathan Rea          | +2.327    |
| 3      | 4    | Álvaro Bautista       | +3.406    |
| 4      | 3    | Michael Ruben Rinaldi | +4.679    |
| 5      | 9    | Axel Bassani          | +7.127    |
| 6      | 8    | Andrea Locatelli      | +8.328    |
| 7      | 12   | Iker Lecuona          | +8.479    |
| 8      | 7    | Scott Redding         | +10.308   |
| 9      | 6    | Garrett Gerloff       | +10.506   |
| 10     | 13   | Xavi Vierge           | +14.540   |
| 11     | 11   | Loris Baz             | +14.634   |
| 12     | 10   | Lucas Mahias          | +14.760   |
| 13     | 16   | Philipp Öttl          | +15.271   |
| 14     | 14   | Luca Bernardi         | +18.008   |
| 15     | 22   | Hafizh Syahrin        | +24.394   |
| 16     | 15   | Kohta Nozane          | +24.574   |
| 17     | 23   | Leonardo Mercado      | +24.891   |
| 18     | 20   | Eugene Laverty        | +26.956   |
| 19     | 21   | Peter Hickman         | +28.649   |
| 20     | 17   | Roberto Tamburini     | +35.860   |
| 21     | 25   | Michal Prášek         | +57.426   |
| DNF    | 19   | Oliver König          | Pád       |
| DNF    | 18   | Christophe Ponsson    | Odstoupil |
| DNF    | 5    | Alex Lowes            | Pád       |
| DNF    | 24   | Ryan Vickers          | Pád       |

| Pozice | Grid | Jezdec                | Ztráta            |
| ------ | ---- | --------------------- | ----------------- |
| 1      | 1    | Toprak Razgatlıoğlu   | 33:55.494         |
| 2      | 3    | Álvaro Bautista       | +0.756            |
| 3      | 2    | Jonathan Rea          | +2.833            |
| 4      | 8    | Scott Redding         | +9.693            |
| 5      | 5    | Axel Bassani          | +11.970           |
| 6      | 6    | Andrea Locatelli      | +17.644           |
| 7      | 12   | Xavi Vierge           | +23.418           |
| 8      | 15   | Philipp Öttl          | +26.436           |
| 9      | 10   | Lucas Mahias          | +27.914           |
| 10     | 13   | Luca Bernardi         | +30.857           |
| 11     | 16   | Roberto Tamburini     | +42.047           |
| 12     | 20   | Hafizh Syahrin        | +45.735           |
| 13     | 14   | Kohta Nozane          | +46.989           |
| 14     | 19   | Peter Hickman         | +47.065           |
| 15     | 21   | Leonardo Mercado      | +59.050           |
| 16     | 18   | Oliver König          | +1:01.271         |
| 17     | 22   | Ryan Vickers          | 1:13.958          |
| 18     | 9    | Garrett Gerloff       | +1:17.001         |
| DNF    | 7    | Iker Lecuona          | Technický problém |
| DNF    | 17   | Christophe Ponsson    | Odstoupil         |
| DNF    | 11   | Loris Baz             | Pád               |
| DNF    | 4    | Michael Ruben Rinaldi | Pád               |
| DNS    | 23   | Michal Prášek         | Neodstartoval     |